# Félix Lacambre
Pour les articles homonymes, voir Lacambre.
Félix Lacambre, né le 17 juin 1921 à Mandailles-Saint-Julien et mort me 11 décembre 2007 à Paris, est un journaliste et syndicaliste français qui fut président de l’Action catholique ouvrière (ACO) puis chef du service des informations religieuses du journal quotidien La Croix.

## Biographie
Né le 17 juin 1921 à Mandailles, dans le Cantal, Félix Lacambre est le fils d’un ouvrier agricole originaire de Comiac. Il est reçu au concours d’entrée de l’École normale d'instituteurs, qui refusa de l’intégrer à cause d’une scoliose. En 1937, il part, à l'âge de 16 ans, pour Paris où il sera ouvrier pendant 21 ans dans une usine de vis et boulons.
Il milite alors à la Jeunesse ouvrière chrétienne puis à l’Action catholique ouvrière, dont il devient le président de 1959 à 1964, ainsi que le secrétaire général de 1959 à 1967. Ces huit années de responsabilités, en lien avec les évêques de France, l'amènent à suivre de nombreux dossiers importants, comme les grèves des mineurs dans le Nord puis à Carmaux, ainsi que le développement du nombre de prêtres ouvriers, ou encore la déconfessionalisation de la CFTC en 1964. 
Puis il entame une carrière de journaliste pendant quinze ans, de 1967 jusqu'à 1982, l'année de sa retraite. Il devient chef du service des informations religieuses du  quotidien La Croix, plus spécialement en charge l'Amérique latine. Il effectue des reportages en Amérique centrale, où il rencontre Monseigneur Óscar Romero, qui sera assassiné le 24 mars 1980.
Journaliste reconnu, il a participé à près de 80 émissions de télévision, dont le Jour du Seigneur, et quelque 150 émissions de radio. Sa dernière émission, en 1983, a été l'interview de Jean Lefur, secrétaire de la Mission ouvrière.
Il s'était lié très jeune avec des militants comme Eugène Descamps, lui aussi passé par la Jeunesse ouvrière chrétienne et devenu secrétaire général de la CFDT. Dans les années 1980, il collabore aussi à diverses publications sur les sujets religieux qu'il connait bien, comme celui de la foi en Amérique centrale, 
tout en prenant un peu de temps pour s'occuper un peu de sa paroisse, Notre-Dame de la Croix, dans le 20e arrondissement de Paris de Paris. 
Parallèlement, il milite au MRP à partir de décembre 1944, puis rejoint le mouvement Objectif 72 de Robert Buron. Il adhère au Parti socialiste à partir de 1974 à la suite des Assises du socialisme, tout en étant à plusieurs reprises élu au bureau national du Syndicat des journalistes français, présidé par Jean Delbecchi, dont il est le vice-président de 1975 jusqu'à sa retraite en 1982. 
Après le congrès d'Annecy en 1974, il est présenté au bureau national confédéral CFDT, au sein duquel il contribue à la construction de la FTILAC (Fédération des travailleurs de l'information, du livre et de l'action culturelle), y assumant dans les années 1980 le poste de trésorier, à la demande Michel Mortelette, qui est alors secrétaire général.
Félix Lacambre est décédé le 11 décembre 2007 à Paris, quatre mois après avoir fêté les 60 ans de son mariage avec Jeanne Costa, institutrice, qui lui a donné trois enfants et près de quarante petits enfants et arrière petits-enfants.

## Publications
- Daniel Angleraud, la passion rebelle, Éditions ouvrières (1994)
- L'Église a changé depuis 1945, Éditions ouvrières (1991)
- Lutter et croire, Éditions ouvrières (1977)